# 穆萨·迪亚比
穆萨·迪亚比（法語：Moussa Diaby；1999年7月7日—），是一名法國足球运动员，场上司职左边锋，目前效力于沙特职业足球联赛球队伊蒂哈德。他代表法國國家足球隊出賽。

## 俱乐部生涯

### 巴黎圣日耳曼
迪亚比是巴黎圣日耳曼青训出品。在他13岁时，他就已经加盟了大巴黎，并在2017年开始为大巴黎预备队出场。
迪亚比是2016年的蒂蒂金奖得主，这项奖项是颁发给大巴黎青训中表现最好的以及拥有最高天赋的球员。

#### 租借至克罗托内
2017年冬窗，迪亚比被大巴黎租借至克罗托内，将会代表他的新球队参加2017–18赛季的后半段意甲联赛。2018年4月14日，在克罗托内客场0-1输给热那亚的意甲比赛中，迪亚比在第84分钟换下了特罗塔，完成了职业生涯首秀。4月18日，在面对那个赛季的意甲冠军尤文图斯的比赛中，迪亚比完成了代表克罗托内的第二次出场，帮助球队1-1战平对手。在此之后，他再也没能获得出场机会。

#### 回归大巴黎
2018年9月14日，在大巴黎4-0完胜圣埃蒂安的比赛中，迪亚比在中场休息时换下了迪亚拉，并在第86分钟时打进一球。在他替补出场后，迪亚比成为了第124位为大巴黎一线队出场的本队青训球员。
在2018–19赛季法甲联赛中，迪亚比完成了25次出场，在各项赛事中打进4球，平均每190分钟送出一次助攻，帮助大巴黎成功卫冕法甲冠军。

### 转投勒沃库森
2019年6月14日，德甲球队勒沃库森官方宣布，迪亚比正式加盟球队，双方签约5年。2019年11月23日，在勒沃库森1-1战平弗莱堡的比赛中，迪亚比首次为球队先发出场，并在比赛中打进了他的第一粒德甲进球。
2020年3月4日，在勒沃库森与柏林联盟的德国杯1/4决赛中，迪亚比在比赛的伤停补时阶段打进了球队的第三粒进球，在锁定胜局的同时也帮助球队3-1取胜并晋级4强。2020年6月9日，在勒沃库森3-0完胜第四级别球队萨尔布吕肯的德国杯半决赛中，迪亚比打进了球队的第一粒进球，帮助球队锁定了一个决赛的席位。

## 国家队生涯
迪亚比是一名法国青年国脚，曾代表过法国U-18、法国U-19、以及法国U-20国家队参加国际比赛。
在2018年U-19欧锦赛，迪亚比在整届赛事中打进1球，并送出了3次助攻。赛事结束后，他优异的表现成功帮助他入选了赛事最佳11人。一年后，2019年夏天，在U-20世界杯中，迪亚比出场了法国队的全部4场比赛，交出了1球2助的成绩单。但他优异的表现却并没能帮助法国继续前进，球队最终倒在了美国队脚下，止步16强。

## 个人生活
迪亚比出生在法国首都巴黎，他是馬里裔。

## 生涯数据
最後更新：2021年3月6日 
| 俱乐部           | 赛季     | 联赛     | 联赛 | 联赛 | 本土杯赛 | 本土杯赛 | 联赛杯 | 联赛杯 | 欧战 | 欧战 | 其他 | 其他 | 合计 | 合计 |
| 俱乐部           | 赛季     | 联赛等级 | 出场 | 进球 | 出场     | 进球     | 出场   | 进球   | 出场 | 进球 | 出场 | 进球 | 出场 | 进球 |
| ---------------- | -------- | -------- | ---- | ---- | -------- | -------- | ------ | ------ | ---- | ---- | ---- | ---- | ---- | ---- |
| 巴黎圣日耳曼     | 2017–18  | 法甲     | 0    | 0    | 0        | 0        | 0      | 0      | 0    | 0    | 0    | 0    | 0    | 0    |
| 巴黎圣日耳曼     | 2018–19  | 法甲     | 25   | 2    | 6        | 1        | 2      | 1      | 1    | 0    | 0    | 0    | 34   | 4    |
| 巴黎圣日耳曼     | 合计     | 合计     | 25   | 2    | 6        | 1        | 2      | 1      | 1    | 0    | 0    | 0    | 34   | 4    |
| 克罗托内（外租） | 2017–18  | 意甲     | 2    | 0    | 0        | 0        | —      | —      | —    | —    | —    | —    | 2    | 0    |
| 勒沃库森         | 2019–20  | 德甲     | 28   | 5    | 5        | 2        | —      | —      | 6    | 1    | —    | —    | 39   | 8    |
| 勒沃库森         | 2020–21  | 德甲     | 23   | 3    | 3        | 2        | —      | —      | 8    | 4    | —    | —    | 34   | 9    |
| 勒沃库森         | 合计     | 合计     | 51   | 8    | 8        | 4        | —      | —      | 14   | 5    | —    | —    | 73   | 17   |
| 生涯合计         | 生涯合计 | 生涯合计 | 78   | 10   | 14       | 5        | 2      | 1      | 15   | 5    | 0    | 0    | 109  | 21   |

## 荣誉
巴黎圣日耳曼
- 法甲冠军：2018–19[13]
- 法国超级杯冠军：2018（英语：2018 Trophée des Champions）[14]

法國國家隊
- 歐洲國家聯賽冠軍 : 2020–21

个人
- 蒂蒂金奖（英语：Titi d'Or）：2016[3]
- U-19欧锦赛赛事最佳阵容（英语：2018 UEFA European Under-19 Championship）：2018[10]